# 930-talet

## Händelser
- 931 - Alltinget upprättas på Island.
- 934 - Danmark enas till ett rike under Gorm den gamle.
- 939 - Slaget vid Bach Dang: Vietnam erhåller självständighet från Kina.

## Födda
- 935 - Håkon Sigurdsson
- 935 - Firdausi
- 935 - Kormak Ögmundarson
- 937 - Susanna av Italien

## Avlidna
- 930 - Razi
- 932 - Rollo av Normandiet
- 933 - Harald Hårfager
- 934 - Emma av Frankrike
- 935 - Tyra Danebot
- 930-talet - Skallagrim Kvällulvsson